# ورخنی کلکوت
ورخنی کلکوت (به لاتین: Verkhniy Kalakut) یک روستا در ارمنستان است که در استان آراگاتسوتن واقع شده‌است.  در  کیلومتری شمال آشتاراک، مرکز استان آراگاتسوتن واقع شده است.